# G-14
De G-14 was een vereniging van de achttien, naar eigen zeggen, machtigste voetbalclubs in Europa. De vereniging werd in september 2000 opgericht. In januari 2008 werd bekendgemaakt dat de UEFA en de FIFA de clubs financieel gaan compenseren voor het afstaan van internationals voor de EK's en WK's. Hierop besloot de G-14 om zich op te heffen als organisatie en op te gaan in de European Club Association, waarbij alle Europese landen een vertegenwoordiger krijgen.

## Rechtszaak
In maart 2006 kwam de vereniging in het nieuws, door een rechtszaak voor het Europees Hof van Justitie (de Oulmers-zaak) die door de G-14 en Sporting Charleroi werd aangespannen tegen de FIFA. Hierin ging het om compensatie voor de afwezigheid van topspelers door blessures die tijdens interlandwedstrijden zijn opgelopen. Maar het is wel mogelijk dat de clubs een kleine vergoeding krijgen als er sprake is van een beenbreuk of andere breuken bij een speler.

## De leden
De oorspronkelijke groep bestond uit de volgende clubs:
- Borussia Dortmund (Duitsland)
- FC Bayern München (Duitsland)
- Liverpool FC (Engeland)
- Manchester United FC (Engeland)
- Olympique Marseille (Frankrijk)
- Paris Saint-Germain (Frankrijk)
- Internazionale (Italië)
- Juventus (Italië)
- AC Milan (Italië)
- AFC Ajax (Nederland)
- PSV (Nederland)
- FC Porto (Portugal)
- Barcelona (Spanje)
- Real Madrid (Spanje)

In 2002 kregen de volgende clubs aansluiting:
- Arsenal FC (Engeland)
- Bayer 04 Leverkusen (Duitsland)
- Olympique Lyonnais (Frankrijk)
- Valencia CF (Spanje)

## Uitbreiding
In september 2007 kwam het nieuws dat de G-14 van plan was te gaan uitbreiden naar maximaal 50 leden. De reden van deze forse opvoering van het ledenaantal was om meer tegenwicht te kunnen bieden aan de UEFA. Zo wil de G-14 voorkomen dat de bekerwinnaars zich kwalificeren voor de UEFA Champions League, een plan dat Michel Platini in 2007 had gelanceerd.
Bij de nieuwkomers zouden Sevilla, AS Roma, Chelsea, Monaco, Benfica, Werder Bremen, Anderlecht, Celtic, Olympiakos, Fenerbahçe, Sparta Praag, CSKA Moskou, FC Basel, Austria Wien, Rode Ster Belgrado, Levski Sofia, Wisla Krakau, Rosenborg, FC Kopenhagen, Dinamo Kiev en Steaua Boekarest erbij komen. Ook Feyenoord werd eerder genoemd.

## Einde G-14
Begin december 2007 bevestigde de voorzitter van de G-14, Jean-Michel Aulas, dat de G-14 mogelijk zou opgaan in een nieuwe organisatie. Hij gaf in een interview aan dat "het initiatief van de G-14 om een volledig nieuwe organisatie te promoten die de belangen van de clubs op Europees en internationaal niveau behartigt, de belangstelling van de overkoepelende organisaties [UEFA en FIFA] heeft gestimuleerd". Verder stelde hij dat de "G-14 leden ervan overtuigd zijn dat deze nieuwe organisatie de aanjager wordt voor de correctie van de bestaande onbalans in het bestuur van de sport op Europees en internationaal niveau."
Thomas Kurth, algemeen directeur van de G-14, voegde daaraan toe dat de nieuwe organisatie de G-14 en het Europese-clubs-forum van de UEFA (Uefa's European club forum) zal vervangen. "Wij geloven dat een volledige onafhankelijke organisatie voor clubs die wordt erkend door de UEFA en FIFA het beste is voor het voetbal, ervan uitgaande dat dit betekent dat de clubs adequaat worden gerepresenteerd binnen de besluitvormende organen van de FIFA en UEFA".